# Крехан, Джозеф
Джозеф Крехан (англ.  Joseph Crehan), имя при рождении Джозеф А. Кригхан (англ.  Joseph A. Creaghan; 15 июля 1883 — 15 апреля 1966) — американский актёр театра и кино 1910—1960-х годов.
За свою почти 50-летнюю карьеру, охватившую период с 1916 по 1965 год, Крехан сыграл более чем в 300 фильмах, среди которых «Утиный суп» (1933), «Пулями или голосами» (1936), «Энтони Несчастный» (1936), «Кид Галахад» (1937), «Судьба солдата в Америке» (1939), «Брат „Орхидея“» (1940), «Любовное безумие» (1941), «Мошенничество и Ко» (1942), «Леди-призрак» (1944), «Чёрная магия» (1944), «Глубокий сон» (1946), «Криминальная полоса в прессе США» (1952) и «Нюрнбергский процесс» (1961). Он также играл постоянную роль шефа полиции в трёх детективных фильмах про Дика Трейси 1945—1947 годов.
В период с 1939 по 1958 год Крехан девять раз сыграл Улисса Гранта в качестве генерала или президента США, в частности, в фильмах «Юнион Пасифик» (1939), «Они умерли на своих постах» (1941) и «Приключения Марка Твена» (1944).

## Ранние годы жизни и театральная карьера
Джозеф Крехан родился 15 июля 1883 года в Балтиморе, Мэриленд, США.

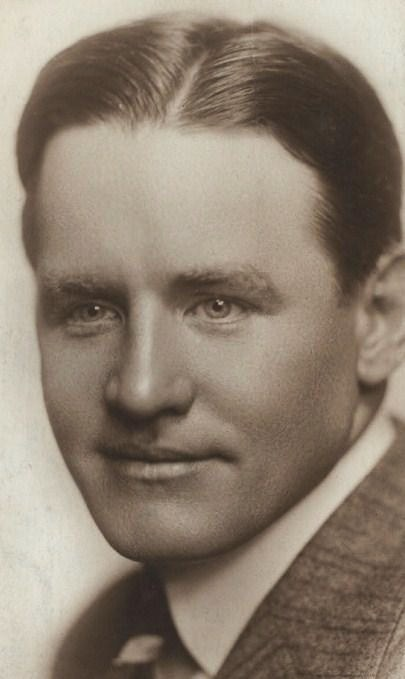
Джозеф Крехан на рекламном фото 1920-х годов

После окончания католической подготовительной школы Calvert Hall College в Тоусоне, Мериленд, Крехан учился в Юридической школе Chicago-Kent College of Law в Чикаго, однако не закончил учёбу, решив заняться драматическим искусством.
Крехан начал актёрскую карьеру на провинциальной сцене в 1905 году. В начале карьеры он работал в жанре лёгкой комедии, а с конца 1930-х годов стал играть характерные роли.
С 1914 году Крехан играл на Бродвее в таких спектаклях, как «Йосемит» (1914), «Первые ряды» (1928), «Весёлый Эндрю» (1929), «Сладкая страна свободы» (1929), «Те, кого, мы любим» (1930), «Двадцатый век» (1932), «Лилли Тёрнер» (1932) и «Ангелы не целуются» (1932).

## Кинокарьера в 1930-е годы
Крехан дебютировал в кино в немой приключенческой мелодраме «Под двумя флагами» (1916) с Тедой Барой в главной роли. Лишь пятнадцать лет спустя Крехан снова появился на экране в небольшой роли репортёра в мелодраме «Секреты секретаря» (1931) с Клодетт Кольбер и Гербертом Маршаллом, а также в роли дворецкого в романтической мелодраме «Украденные небеса» (1931). В 1933 году Крехан сыграл в шести фильмах, в том числе, в популярной музыкальной комедии братьев Маркс «Утиный суп» (1933) в небольшой роли высокопоставленного лица на приёме, и в романтической комедии с Рут Чаттертон «Женщина» (1933) в роли лейтенанта полиции.
В 1934 году Крехан стал постоянным актёром студии Warner Bros., сыграв небольшие и эпизодические роли без упоминания в титрах в 23 фильмах, среди которых романтическая комедия с Кларком Гейблом и Клодетт Кольбер «Это случилось однажды ночью» (1934), где у него была небольшая роль детектива, криминальная комедия с Джеймсом Кэгни и Бетт Дейвис «Джентльмен Джимми» (1934), где он был судьёй, криминальная мелодрама с Эдвардом Робинсоном «Человек с двумя лицами» (1934), где он был редактором газеты, романтическая комедия с Кэгни «В дело вступает флот» (1934), где он был штабным офицером, и криминальная мелодрама с Уорреном Уильямом в роли Перри Мейсона и Мэри Астор «Дело о воющей собаке» (1934), где у Крехана была роль капитана Келли.
В 1935 году в Крехана было 22 картины, включая романтическую комедию с Бетт Дейвис «Женщина с первой полосы» (1935), криминальную комедию с Уорреном «Дело о счастливых ножках» (1935), криминальную драму с Дейвис «Специальный агент» (1935), приключенческий экшн с Кэгни «Парень из Фриско» (1935), романтическую комедию с Марион Дэвис «Мисс Глори» (1935) и криминальную мелодраму с Полом Муни «Чёрная ярость» (1935).

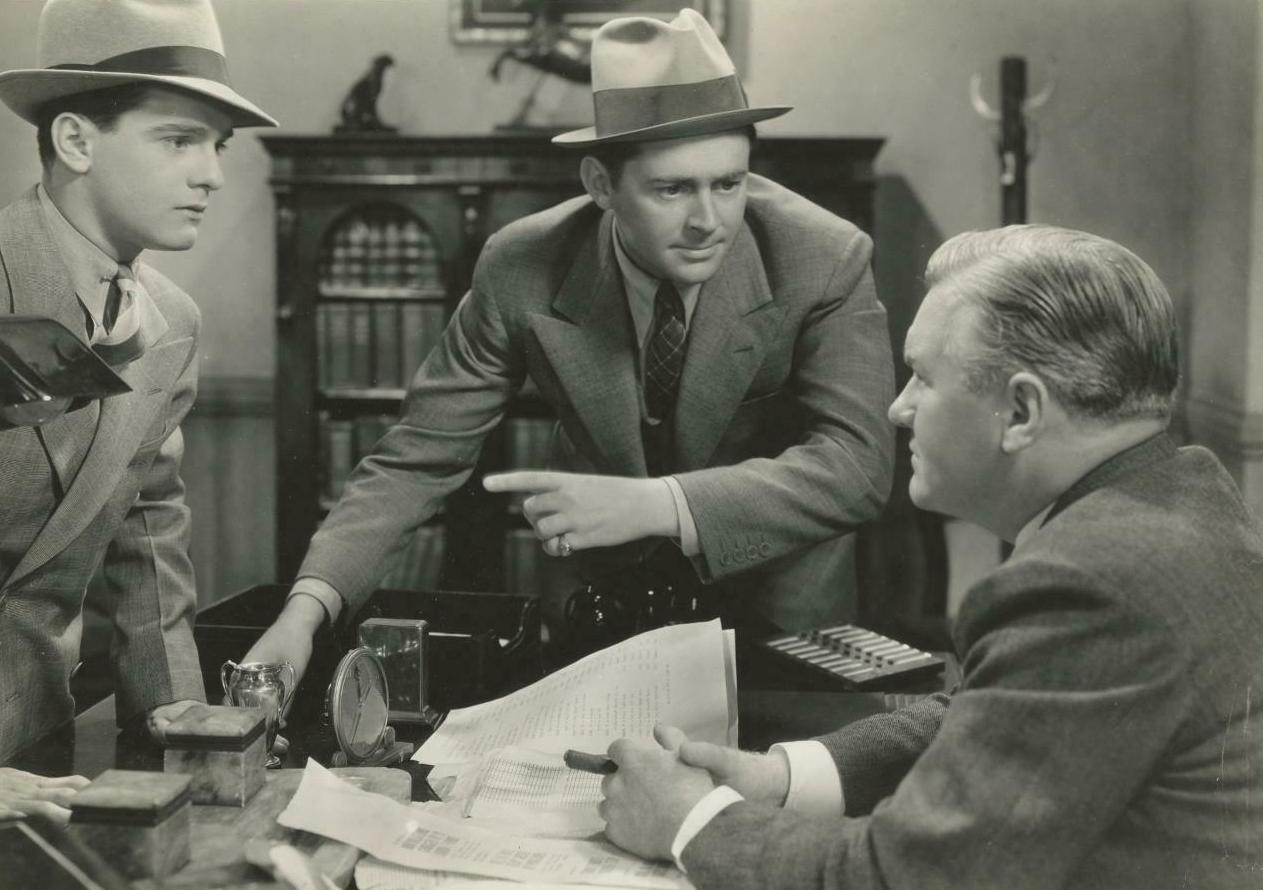
Кадр из фильма «Расплата» (1936), Слева направо: Фрэнки Дэрроу, Джеймс Данн и Джозеф Крехан

Год спустя у Крехана было 20 фильмов, среди них историческая приключенческая мелодрама с Фредериком Марчем и Оливией де Хэвиленд «Энтони Несчастный» (1936), где он сыграл капитана, криминальная мелодрама с Эдвардом Г. Робинсоном «Пулями или голосами» (1936), где он был старостой присяжных, музыкальная комедия с Марион Дэвис и Гейблом «Кейн и Мейбл»(1936) и музыкальная комедия с Диком Пауэллом и Джоан Блонделл «Золотоискатели 1937-го года» (1936).
Среди 27 фильмов Крехана в 1937 году наиболее значимой была спортивная драма с Эдвардом Робинсоном, Богартом и Бетт Дейвис «Кид Галахад» (1937). Он также был священником в политической криминальной драме с Робертом Тейлором и Барбарой Стэнвик «Агент президента» (1937), детективом в мелодраме со Спенсером Трейси «Большой город» (1937) и сыграл мелкого преступника в детективной комедии с Глендой Фаррелл «Умная блондинка» (1937).
Продолжая много сниматься, в 1938 году Крехан появился в 23 фильмах, среди которых мелодрама «Сёстры» (1938) с Эрролом Флинном и Бетт Дейвис, романтическая комедия с Гэри Купером и Клодетт Кольбер «Восьмая жена Синей Бороды» (1938), приключенческая комедия с Гейблом и Мирной Лой «Слишком рискованно» (1938) и мюзикл с Тайроном Пауэром «Рэгтайм Бэнд Александра» (1938).
Крехан закончил десятилетие 27 фильмами в 1939 году, среди которых вестерн «Додж-Сити» (1939) с Эрролом Флинном и Оливией де Хэвиленд, криминальная драма с Кэгни и Богартом «Судьба солдата в Америке» (1939), музыкальная комедия с Микки Руни и Джуди Гарленд «Дети в доспехах» (1939), а также вестерн с Барбарой Стэнвик и Джоэлом Маккри «Юнион Пасифик» (1939), где Крехан впервые в карьере сыграл генерала Улисса С. Гранта. Крехан также сыграл в таких криминальных мелодрамах, как «Шантаж» (1939) с Эдвардом Робинсоном, «Невидимые полосы» (1939) с Богартом и Джорджем Рафтом, «Мы не одни» (1939) с Полом Муни и «Преступление тебе с рук не сойдёт» (1939) с Богартом.

## Кинокарьера в 1940-е годы

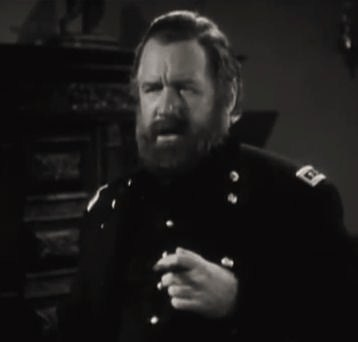
Джозеф Крехан в роли генерала Улисса С. Гранта в фильме «Колорадо» (1940)

В 1940 году Крехан сыграл в 13 фильмах, в том числе в небольшой роли офицера в вестерне «Дорога на Санта-Фе» (1940) с Флинном и де Хэвиленд, в мюзикле с Фредом Астером «Бродвейская мелодия 40-х» (1940), боксёрская мелодрама с Кэгни и Шеридан «Завоевать город» (1940), где Крехан был доктором, и гангстерская комедия с Робинсоном и Богартом «Брат „Орхидея“» (1940), где Крехан сыграл одного из братьев-монахов в монастыре, а также криминальная мелодрама с Рафтом и Джоан Беннетт «Мост через залив» (1940), где Крехан был федеральным чиновником.
Среди 19 фильмов Крехана в 1941 году наиболее значимыми были вестерн «Техас» (1941) с Уильямом Холденом и Гленном Фордом, где Крехан сыграл владельца ранчо, биографическая военная драма о генерале Кастере «Они умерли на своих постах» (1941) с Флинном и де Хэвилленд, где у Крехана была роль президента США Улисса Гранта, фэнтези-комедия с Робертом Монтгомери «А вот и мистер Джордан» (1941), романтическая комедия с Уильямом Пауэллом и Мирной Лой «Любовное безумие» (1941), где Крехан сыграл роль судьи, и романтическая комедия с Робинсоном и Марлен Дитрих «Мужская сила» (1941).
В 1942 году у Крехана было 21 фильм, среди которых боксёрская драма с Флинном «Джентльмен Джим» (1942), где он сыграл небольшую роль рефери, криминальная комедия с Робинсоном и Джейн Уаймен «Мошенничество и Ко» (1942), где Крехан был начальником тюрьмы, фильм нуар «Глаза преступного мира» (1942), где он сыграл помощника начальника полиции, и криминальная комедия «Свист на Юге» (1942), где он был заместителем комиссара полиции.
Год спустя у Крехана было 17 картин, в том числе, криминальная комедия с Кэри Грантом «Мистер Счастливчик» (1943), где он появился в небольшой роли детектива, военная драма с Уолтером Хьюстоном «Миссия в Москву» (1943), где он получил небольшую роль репортёра, фэнтези-мелодрама «Плоть и фантазия» (1943), где он снова был детективом, и мелодрама о газетчиках с Кэгни «Выскочка» (1943), где Крехан сыграл судью.
В 1944 году Крехан появился в 15 фильмах. Он, в частности, сыграл важную роль детектива в фильме нуар «Леди-призрак» (1944) с Франшо Тоуном и Эллой Рейнс, появился в роли полицейского в криминальной комедии с Пауэллом и Лой «Тонкий человек едет домой» (1944), сыграл в фильме нуар «Рождественские каникулы» (1944) с Диной Дурбин, был президентом США Улиссом Грантом в биографической драме «Приключения Марка Твена» (1944) с Фредриком Марчем в заглавной роли, сыграл заметную роль сержанта полиции в детективе про Чарли Чана «Чёрная магия» (1944), и был судьёй в мелодраме с Брайаном Донлеви «Американский роман» (1944).

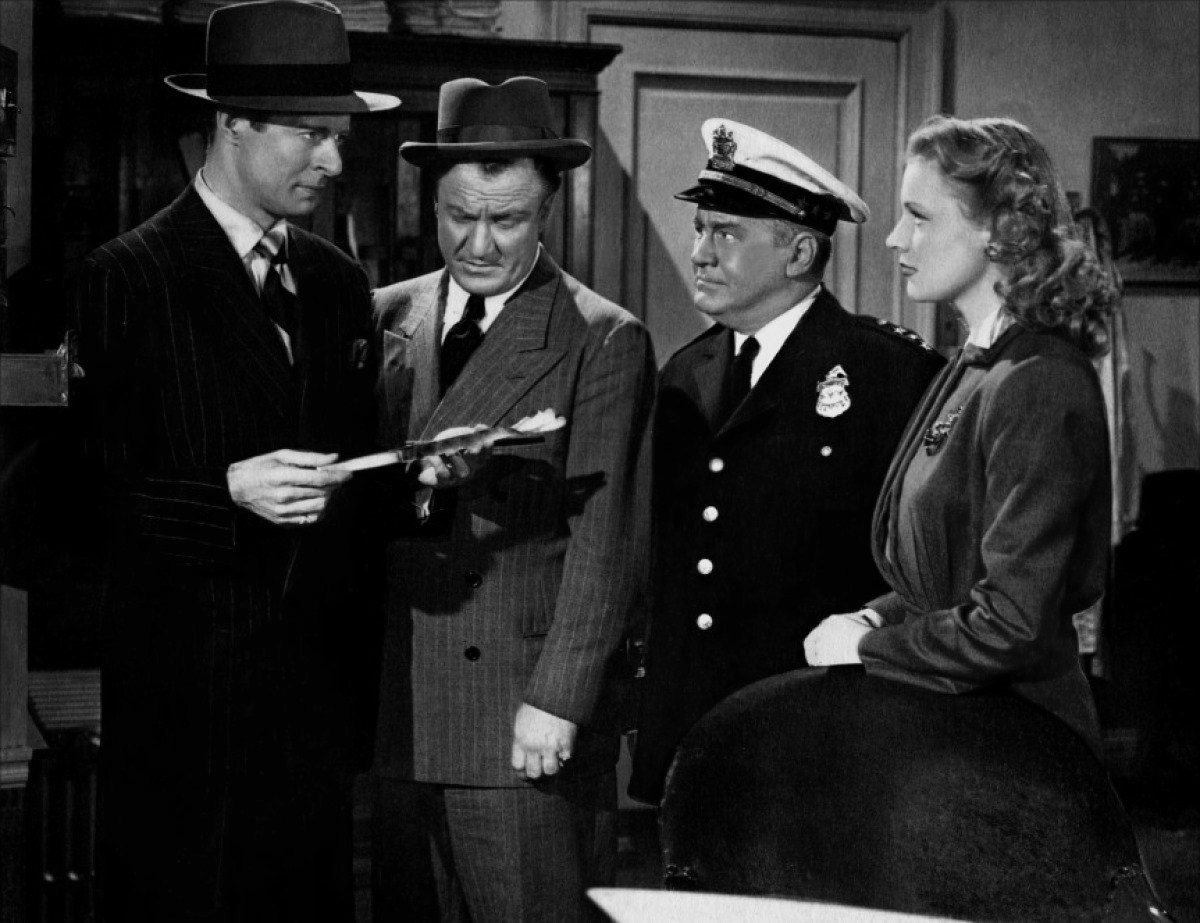
Кадр из фильма «Дик Трейси» (1945). Слева направо: Морган Конуэй, Лайл Лателл, Джозеф Крехан и Энн Джеффрис

Среди 11 фильмов Крехана в 1945 году наиболее значимыми были криминальный экшн «Дик Трейси» (1945), где он сыграл шефа полиции, романтическая комедия с Гейблом и Грир Гарсон «Приключения» (1945), где у него была эпизодическая роль морского офицера, и комедия с Деннисом О’Кифом «Миллионы Брюстера» (1945), где он сыграл небольшую роль нотариуса.
В 1946 году Крехан был задействован в 24 картинах, включая такие заметные, как фильм нуар с Богартом и Лорен Беколл «Большой сон» (1946), где ему досталась небольшая роль медицинского эксперта, вестерн с Джоелом Маккри «Вирджинец» (1946), где снова была небольшая роль кондуктора в поезде, фильм нуар с Сьюзен Хэйворд «Крайний срок — на рассвете» (1946), где он был лейтенантом полиции, детектив с Чарли Чаном «Опасные деньги» (1946), где у Крехана была роль капитана трансатлантического лайнера, криминальный экшн «Дик Трейси: Против „биллиардного шара“»(1946), где Крехан был шефом полиции, и шпионский триллер с Аланом Лэддом «Управление стратегических служб» (1946), где Крехан предстал в образе американского генерала.
Год спустя Крехан появился в 9 фильмах, в том числе в третий раз сыграл шефа полиции в детективной серии про Дика Трейси фильме «Дик Трейси: Встреча с Ужасным» (1947). В мелодраматическом вестерне с Кэтрин Хэпберн и Спенсером Трейси «Море травы» (1947) Крехан получил небольшую роль сенатора, в криминальной комедии Чарли Чаплина «Месье Верду» (1947) появился в роли брокера, а в мелодраме «Фоксы из Хэрроу» (1947) он сыграл небольшую роль капитана речного корабля.
В 1948 году у Крехана было 18 фильмов, среди них вестерн с Флинном «Серебряная река» (1948), где Крехан создал образ президента США Гранта, послевоенная мелодрама с Гейблом и Ланой Тёрнер «Возвращение домой» (1948), где он сыграл полковника, и фильм нуар «Преследуемая» (1948), где он был капитаном полиции.
На следующий год Крехан снялся в 12 картинах, в том числе, в приключенческом нуаре военного времени со Спенсером Трейси и Джеймсом Стюартом «Малайя» (1949), где сыграл бизнесмена, в вестерне «Последний бандит» (1949), где он был инженером, в вестерне с Барри Салливаном «Негодяи из Тумстона» (1949), где был директором шахты, и в ещё одном вестерне «Красная пустыня» (1949), где в очередной раз сыграл президента США Гранта.

## Кинокарьера в 1950—1960-е годы
В 1950-е годы кинокарьера Крехана пошла на спад, и если в 1950 году он сыграл в 10 фильмах, то с 1951 по 1955 год у него было всего девять картин. Наиболее значимыми среди них стали фильм нуар с Джоном Доллом «Без ума от оружия» (1950), где у Крехана была небольшая роль бригадира на заводе, приключенческая комедия с Люсиль Болл «Девушка с „Фуллер Браш“» (1950), фильм нуар «Саутсайд 1-1000» (1950), где он был тюремным надзирателем, криминальная комедия «Тройная беда» (1950), где он был начальником тюрьмы, криминальная мелодрама с Ли Джей Коббом «Семейный секрет» (1951), где он был судебным приставом, фильм нуар с Чарльзом Макгроу «Препятствие» (1951), газетный нуар с Богартом и Этель Бэрримор «Криминальная полоса в прессе США» (1952), где Крехан был редактором городских новостей, и фильм нуар с Ричардом Конте «Облава на шоссе» (1954), где был инспектором на границе..
В 1960-е годы Крехан появился лишь в пяти фильмах, в том числе, в незначительных ролях в таких престижных фильмах, как «Нюрнбергский процесс» (1961), «Семь дней в мае» (1964) и «Большие гонки» (1965).

## Карьера на телевидении
С 1949 по 1963 год Крехан сыграл в 69 эпизодах 35 различных сериалов, среди которых «Одинокий рейнджер» (1949—1957, 4 эпизода), «Отряд по борьбе с рэкетом» (1952), «Шоу Реда Скелтона» (1952), «Письмо к Лоретте» (1953), «Освободите место для папочки» (1954), «Я люблю Люси» (1955), «Перри Мейсон» (1957—1963, 5 эпизодов), «Предоставьте это Биверу» (1958), «Неприкасаемые» (1959—1961, 11 эпизодов), «Бэт Мастерсон» (1961), «Альфред Хичкок представляет» (1961) и «Шоу Энди Гриффита» (1961—1963, 11 эпизодов).

## Актёрское амплуа и оценка творчества
Джозеф Крехан был невысоким, коренастым характерным актёром, известным своим громким голосом. Благодаря «властной манере поведения и придирчивому характеру полевого командира», он часто получал роли авторитарных начальников полиции, мэров небольших городов и редакторов газет. Несмотря на небольшой рост, он был известен своим громким голосом. Как отмечает историк кино Хэл Эриксон, «поскольку Крехан никогда не выглядел молодым, он по существу всю свою продолжительную карьеру играл один и тот же тип ролей».
Крехан обладал поразительным внешним сходством с генералом, а затем и президентом США Улиссом Грантом, благодаря чему сыграл Гранта в девяти исторических фильмах и телепрограммах, особенно памятно, в фильмах «Они умерли на своих постах» (1941) и «Приключения Марка Твена» (1944).
Вероятно, самое необычное появление Крехана в кино случилось в фильме «Вестсайдская история» (1961), где в начальном эпизоде с участием банд «Джетс» и «Шаркс» несколько парней из банды «Джетс» бегут вдоль длинной стены, обклеенной крупными плакатами политической кампании с изображённым на них портретом Крехана.

## Личная жизнь
С 1933 года и вплоть до своей смерти в 1966 году Крехан был женат на Дороти Р. Лорд (англ.  Dorothy R. Lord), у пары был один ребёнок - сын.

## Смерть
Джозеф Крехан умер 15 апреля 1966 года в Голливуде, США, от инсульта, ему было 82 года.

## Фильмография
| Год        |   | Русское название                                | Оригинальное название                    | Роль                                                                 |
| ---------- | - | ----------------------------------------------- | ---------------------------------------- | -------------------------------------------------------------------- |
| 1916       | ф | Под двумя флагами                               | Under Two Flags                          | Рейк                                                                 |
| 1931       | ф | Украденные небеса                               | Stolen Heaven                            | Генри, дворецкий Стива                                               |
| 1931       | ф | Секреты секретарши                              | Secrets of a Secretary                   | репортёр (в титрах не указан)                                        |
| 1933       | ф | Держи пресс                                     | Hold the Press                           | шеф детективов Патрик Бреннан                                        |
| 1933       | ф | После полуночи                                  | Before Midnight                          | капитан полиции Фрэнк Флинн                                          |
| 1933       | ф | Утиный суп                                      | Duck Soup                                | высокопоставленный гость на приёме (в титрах не указан)              |
| 1933       | ф | Женщина                                         | Female                                   | лейтенант полиции (в титрах не указан)                               |
| 1933       | ф | Гаванские вдовы                                 | Havana Widows                            | капитан корабля (в титрах не указан)                                 |
| 1933       | ф | Пэдди – следующая самая лучшая                  | Paddy the Next Best Thing                | аукционер (в титрах не указан)                                       |
| 1934       | ф | Против закона                                   | Against the Law                          | капитан Эллиотт                                                      |
| 1934       | ф | Среди пропавших                                 | Among the Missing                        | детектив О’Мэлли                                                     |
| 1934       | ф | За рамками закона                               | Beyond the Law                           | шеф Андерсон                                                         |
| 1934       | ф | Дьявольский кот                                 | The Hell Cat                             | капитан Барнетт                                                      |
| 1934       | ф | Опознание                                       | The Line-Up                              | капитан полиции Дэниел Макграт                                       |
| 1934       | ф | Голос в ночи                                    | Voice in the Night                       | Джон Робинсон                                                        |
| 1934       | ф | Странные жёны                                   | Strange Wives                            | иммиграционный чиновник                                              |
| 1934       | ф | Шесть дней на велосипеде                        | 6 Day Bike Rider                         | Томпсон (в титрах не указан)                                         |
| 1934       | ф | Герберт с большим сердцем                       | Big Hearted Herbert                      | налоговый следователь (в титрах не указан)                           |
| 1934       | ф | Дело о воющей собаке                            | The Case of the Howling Dog              | капитан Келли (в титрах не указан)                                   |
| 1934       | ф | Джентльменами рождаются                         | Gentlemen Are Born                       | Хэскинс (в титрах не указан)                                         |
| 1934       | ф | В дело вступает флот                            | Here Comes the Navy                      | офицер по набору солдат (в титрах не указан)                         |
| 1934       | ф | У меня есть твой номер                          | I've Got Your Number                     | торговец на бирже (в титрах не указан)                               |
| 1934       | ф | Это случилось однажды ночью                     | It Happened One Night                    | детектив (в титрах не указан)                                        |
| 1934       | ф | Джентльмен Джимми                               | Jimmy the Gent                           | судья в деле об убийстве (в титрах не указан)                        |
| 1934       | ф | Потерявшаяся леди                               | A Lost Lady                              | второй врач (в титрах не указан)                                     |
| 1934       | ф | Человек с двумя лицами                          | The Man with Two Faces                   | редактор (в титрах не указан)                                        |
| 1934       | ф | Весёлые Фринки                                  | The Merry Frinks                         | мистер Бакстер (в титрах не указан)                                  |
| 1934       | ф | Весёлые жёны Рино                               | Merry Wives of Reno                      | кондуктор в поезде (в титрах не указан)                              |
| 1934       | ф | Теперь я скажу                                  | Now I'll Tell                            | доктор (в титрах не указан)                                          |
| 1934       | ф | Переулки                                        | Side Streets                             | клерк у моряков (в титрах не указан)                                 |
| 1934       | ф | Поезд на Восток                                 | Sleepers East                            | кондуктор (в титрах не указан)                                       |
| 1934       | ф | Тайная невеста                                  | The Secret Bride                         | сенатор (в титрах не указан)                                         |
| 1935       | ф | Чёрная ярость                                   | Black Fury                               | Фаррелл                                                              |
| 1935       | ф | Яркие огни                                      | Bright Lights                            | служащий почтового отделения                                         |
| 1935       | ф | Дело о счастливых ножках                        | The Case of the Lucky Legs               | детектив Джонсон                                                     |
| 1935       | ф | Привлекательный                                 | Dinky                                    | суперинтендант сиротского приюта                                     |
| 1935       | ф | Парень из Фриско                                | Frisco Kid                               | Маккланахан                                                          |
| 1935       | ф | Женщина с первой полосы                         | Front Page Woman                         | Спайк Кайли                                                          |
| 1935       | ф | Пускайся в пляс                                 | Go Into Your Dance                       | Х. П. Джексон                                                        |
| 1935       | ф | Железный человек                                | Man of Iron                              | Том Мартин                                                           |
| 1935       | ф | Масло для ламп Китая                            | Oil for the Lamps of China               | Клементс                                                             |
| 1935       | ф | Мисс Глори                                      | Page Miss Glory                          | шеф детективов                                                       |
| 1935       | ф | Расплата                                        | The Payoff                               | Харви                                                                |
| 1935       | ф | Специальный агент                               | Special Agent                            | комиссар полиции                                                     |
| 1935       | ф | Застрявшие                                      | Stranded                                 | Джонни Куинн                                                         |
| 1935       | ф | Путешествующая продавщица                       | Traveling Saleslady                      | Мёрдок                                                               |
| 1935       | ф | Морская пехота в воздухе                        | Devil Dogs of the Air                    | офицер связи (в титрах не указан)                                    |
| 1935       | ф | Не ставь на блондинок                           | Don't Bet on Blondes                     | доктор принимающий роды пятерняшек (в титрах не указан)              |
| 1935       | ф | Они своё получат                                | Let 'em Have It                          | инструктор теста проверки памяти (в титрах не указан)                |
| 1935       | ф | Морские товарищи навсегда                       | Shipmates Forever                        | (в титрах не указан)                                                 |
| 1935       | ф | Приятная музыка                                 | Sweet Music                              | Марти Эдвардс, радиокритик (в титрах не указан)                      |
| 1935       | ф | Пока пациент спал                               | While the Patient Slept                  | редактор вечернего издания (в титрах не указан)                      |
| 1936       | ф | А вот и Картер                                  | Here Comes Carter                        | Дэниел Бронсон                                                       |
| 1936       | ф | Энтони Несчастный                               | Anthony Adverse                          | капитан Элайша Джорэм                                                |
| 1936       | ф | Бенгальский тигр                                | Bengal Tiger                             | Билл Хинсдейл                                                        |
| 1936       | ф | Дамба Болдера                                   | Boulder Dam                              | Росс                                                                 |
| 1936       | ф | Такие невесты                                   | Brides Are Like That                     | Том Картер                                                           |
| 1936       | ф | Пулями или голосами                             | Bullets or Ballots                       | Джонсон                                                              |
| 1936       | ф | Кейн и Мейбл                                    | Cain and Mabel                           | менеджер Рида                                                        |
| 1936       | ф | Китайский клипер                                | China Clipper                            | Джим Хорн                                                            |
| 1936       | ф | На финишной прямой                              | Down the Stretch                         | секретарь С. Д. Бёрч                                                 |
| 1936       | ф | Тракторы дождевых червей                        | Earthworm Tractors                       | мистер Хендерсон                                                     |
| 1936       | ф | Золотоискатели 1937-го года                     | Gold Diggers of 1937                     | председатель                                                         |
| 1936       | ф | Побег из тюрьмы                                 | Jailbreak                                | начальник тюрьмы                                                     |
| 1936       | ф | Король хоккея                                   | King of Hockey                           | Майк Троттер                                                         |
| 1936       | ф | Закон в её руках                                | The Law in Her Hands                     | окружной прокурор Томас Мэллон                                       |
| 1936       | ф | Убийство аристократом                           | Murder by an Aristocrat                  | Хилари Тэтчер                                                        |
| 1936       | ф | Убийство доктора Харригана                      | The Murder of Dr. Harrigan               | лейтенант Лэмб                                                       |
| 1936       | ф | Дорожная банда                                  | Road Gang                                | Гарри Шилдс                                                          |
| 1936       | ф | Прокладывая путь на Запад                       | Trailin' West                            | полковник Дуглас                                                     |
| 1936       | ф | Песня нации                                     | The Song of a Nation                     | полковник Джон Скиннер                                               |
| 1936       | ф | Поющий ребенок                                  | The Singing Kid                          | Фултон, налоговый агент (в титрах не указан)                         |
| 1936       | ф | Сын капитана                                    | The Captain's Kid                        | заместитель коронера Фрэнк Никербокер (в титрах не указан)           |
| 1937       | ф | Рождённый безрассудным                          | Born Reckless                            | окружной прокурор                                                    |
| 1937       | ф | Дело о заикающемся епископе                     | The Case of the Stuttering Bishop        | Пол Дрейк                                                            |
| 1937       | ф | Полоса чероки                                   | The Cherokee Strip                       | армейский офицер                                                     |
| 1937       | ф | Отвага спасателя                                | Draegerman Courage                       | доктор Стюарт Хантер                                                 |
| 1937       | ф | Дюк возвращается                                | The Duke Comes Back                      | Пэт Дойл                                                             |
| 1937       | ф | Девушки умеют играть                            | Girls Can Play                           | Брофи                                                                |
| 1937       | ф | Добытчик                                        | The Go Getter                            | Карл Стоун                                                           |
| 1937       | ф | Страна Бога и женщина                           | God's Country and the Woman              | Джордан                                                              |
| 1937       | ф | Стрелки из Пекоса                               | Guns of the Pecos                        | капитан Норрис                                                       |
| 1937       | ф | Секретарь её мужа                               | Her Husband's Secretary                  | Стивенсон                                                            |
| 1937       | ф | Кид Галахад                                     | Kid Galahad                              | Брэйди                                                               |
| 1937       | ф | Мама приходит в ярость                          | Mama Runs Wild                           | Том Фаулер                                                           |
| 1937       | ф | Полуночный суд                                  | Midnight Court                           | судья Томпсон                                                        |
| 1937       | ф | Полуночная Мадонна                              | Midnight Madonna                         | Моу Гриннелл                                                         |
| 1937       | ф | Если стал врачом                                | Once a Doctor                            | капитан Эндрюс – «Ривана»                                            |
| 1937       | ф | Разбойники Востока                              | Outlaws of the Orient                    | Снайдер                                                              |
| 1937       | ф | Умная блондинка                                 | Smart Blonde                             | »Тайни» Торгенсон                                                    |
| 1937       | ф | Искатель талантов                               | Talent Scout                             | А. Джей, Ламберт                                                     |
| 1937       | ф | Вот идёт моя девушка                            | There Goes My Girl                       | сержант Вуд                                                          |
| 1937       | ф | Агент президента                                | This Is My Affair                        | священник                                                            |
| 1937       | ф | Неверная дорога                                 | The Wrong Road                           | окружной прокурор                                                    |
| 1937       | ф | Выпроси, получи взаймы или укради               | Beg, Borrow or Steal                     | мистер Парсонс, клиент Мурилло (в титрах не указан)                  |
| 1937       | ф | Большой город                                   | Big City                                 | детектив Кёртис (в титрах не указан)                                 |
| 1937       | ф | Цветение на Бродвее                             | Blossoms on Broadway                     | бармен (в титрах не указан)                                          |
| 1937       | ф | Давай, пока не заболит                          | Give Till It Hurts                       | торговец респираторами (в титрах не указан)                          |
| 1937       | ф | Поженились до завтрака                          | Married Before Breakfast                 | Дэлтон (в титрах не указан)                                          |
| 1937       | ф | Витая в облаках                                 | Riding on Air                            | редактор «Чикаго Дейли блейд» (в титрах не указан)                   |
| 1937       | ф | День в Санта Аните                              | A Day at Santa Anita                     | Бифф, тренер Блэкбёрна (в титрах не указан)                          |
| 1938       | ф | Парень возвращается                             | The Kid Comes Back                       | Дэнни Локридж                                                        |
| 1938       | ф | Вот и Флэш Кейси                                | Here's Flash Casey                       | Блейн                                                                |
| 1938       | ф | Рэгтайм бэнд Александра                         | Alexander's Ragtime Band                 | менеджер сцены                                                       |
| 1938       | ф | Путешественник из Арканзаса                     | The Arkansas Traveler                    | Макс Суини                                                           |
| 1938       | ф | Возвращение Билли Кида                          | Billy the Kid Returns                    | маршал Дейв Конуэй                                                   |
| 1938       | ф | Преступник берёт отпуск                         | Crime Takes a Holiday                    | губернатор Билл Аллен                                                |
| 1938       | ф | Четверо — уже толпа                             | Four's a Crowd                           | дворецкий Пирс                                                       |
| 1938       | ф | Бандитские пули                                 | Gang Bullets                             | Уоллес                                                               |
| 1938       | ф | Девушка на стажировке                           | Girls on Probation                       | Тодд                                                                 |
| 1938       | ф | Удачная посадка                                 | Happy Landing                            | агент                                                                |
| 1938       | ф | Нелегальный траффик                             | Illegal Traffic                          | шеф Дэйли                                                            |
| 1938       | ф | Полночный взломщик                              | Midnight Intruder                        | редактор газеты Билл Харвудод                                        |
| 1938       | ф | Ночная точка                                    | Night Spot                               | инспетор Уэйленд                                                     |
| 1938       | ф | Женщина против женщины                          | Woman Against Woman                      | сенатор Кингсли                                                      |
| 1938       | ф | Восьмая жена Синей Бороды                       | Bluebeard's Eighth Wife                  | американский турист (в титрах не указан)                             |
| 1938       | ф | Ворота                                          | Gateway                                  | инспектор (в титрах не указан)                                       |
| 1938       | ф | Безумства Голдвина                              | The Goldwyn Follies                      | театральный менеджер (в титрах не указан)                            |
| 1938       | ф | Проехать кривую милю                            | Ride a Crooked Mile                      | специальный агент (в титрах не указан)                               |
| 1938       | ф | Демон дороги                                    | Road Demon                               | Дуглас (в титрах не указан)                                          |
| 1938       | ф | Сёстры                                          | The Sisters                              | объявляющий об избрании Рузвельта (в титрах не указан)               |
| 1938       | ф | Полиция штата                                   | State Police                             | мистер Оуэн, владелец шахты (в титрах не указан)                     |
| 1938       | ф | Слишком рискованно                              | Too Hot to Handle                        | первый рекламщик (в титрах не указан)                                |
| 1938       | ф | Дом газетчиков                                  | Newsboys' Home                           | шериф Эдвардс (в титрах не указан)                                   |
| 1939       | ф | Дети в доспехах                                 | Babes in Arms                            | мистер Эссекс                                                        |
| 1939       | ф | За тюремными воротами                           | Behind Prison Gates                      | начальник тюрьмы О’Нил                                               |
| 1939       | ф | Джеронимо                                       | Behind Geronimo                          | Президент Улисс С. Грант                                             |
| 1939       | ф | Голливудская кавалькада                         | Hollywood Cavalcade                      | адвокат                                                              |
| 1939       | ф | Мэйзи                                           | Maisie                                   | адвокат Уилкокс                                                      |
| 1939       | ф | Военно-морские секреты                          | Navy Secrets                             | капитан Дэйли, офицер разведки ВМС                                   |
| 1939       | ф | Гордость Военно-морского флота                  | Pride of the Navy                        | Брэд Фостер                                                          |
| 1939       | ф | Частный детектив                                | Private Detective                        | капитан Мёрфи                                                        |
| 1939       | ф | Возвращение доктора Икс                         | The Return of Doctor X                   | редактор                                                             |
| 1939       | ф | Ревущие двадцатые, или Судьба солдата в Америке | The Roaring Twenties                     | Майклз                                                               |
| 1939       | ф | Общественный защитник                           | Society Lawyer                           | городской редактор                                                   |
| 1939       | ф | Создатель звезд                                 | The Star Maker                           | старый джентльмен                                                    |
| 1939       | ф | Звёздный репортёр                               | Star Reporter                            | Гордон, газетный редактор                                            |
| 1939       | ф | Не рассказывай сказки                           | Tell No Tales                            | Чалмерс                                                              |
| 1939       | ф | Юнион Пасифик                                   | Union Pacific                            | генерал Улисс С. Грант                                               |
| 1939       | ф | Шепчущие враги                                  | Whispering Enemies                       | Джордж Харли                                                         |
| 1939       | ф | Преступление тебе с рук не сойдёт               | You Can't Get Away with Murder           | начальник тюрьмы                                                     |
| 1939       | ф | Почти джентльмен                                | Almost a Gentleman                       | обвинитель (в титрах не указан)                                      |
| 1939       | ф | Шантаж                                          | Blackmail                                | мистер Блейн (в титрах не указан)                                    |
| 1939       | ф | Додж-Сити                                       | Dodge City                               | Хэммонд (в титрах не указан)                                         |
| 1939       | ф | Полное признание                                | Full Confession                          | начальник тюрьмы (в титрах не указан)                                |
| 1939       | ф | Блюз Сент-Луиса                                 | St. Louis Blues                          | Симпсон (в титрах не указан)                                         |
| 1939       | ф | Стэнли и Ливингстон                             | Stanley and Livingstone                  | Морхед (в титрах не указан)                                          |
| 1939       | ф | Они все выходят                                 | They All Come Out                        | судья (в титрах не указан)                                           |
| 1939       | ф | Мы не одни                                      | We Are Not Alone                         | американец на вокзале (в титрах не указан)                           |
| 1939       | ф | Крылья флота                                    | Wings of the Navy                        | второй доктор (в титрах не указан)                                   |
| 1939       | ф | Невидимые полосы                                | Invisible Stripes                        | владелец автомастерской (в титрах не указан)                         |
| 1940       | ф | Зеленый Шершень                                 | The Green Hornet                         | студья Стэнтон                                                       |
| 1940       | ф | Брат «Орхидея»                                  | Brother Orchid                           | брат Макьюен                                                         |
| 1940       | ф | Завоевать город                                 | City for Conquest                        | доктор                                                               |
| 1940       | ф | Отряд экстренной помощи                         | Emergency Squad                          | Х. Тайлер Джойс, редактор                                            |
| 1940       | ф | Серенада гаучо                                  | Gaucho Serenade                          | Эдвард Мартин                                                        |
| 1940       | ф | Дом на берегу залива                            | The House Across the Bay                 | федерал                                                              |
| 1940       | ф | Музыка в сердце моем                            | Music in My Heart                        | Марк С. Гилман                                                       |
| 1940       | ф | Семь секретов                                   | The Secret Seven                         | шеф Хоббс                                                            |
| 1940       | ф | Техасские рейнджеры снова в седле               | The Texas Rangers Ride Again             | Джонсон                                                              |
| 1940       | ф | Бродвейская мелодия 1940 года                   | Broadway Melody of 1940                  | распорядитель в танцевальном зале (в титрах не указан)               |
| 1940       | ф | Колорадо                                        | Colorado                                 | генерал Улисс Грант (в титрах не указан)                             |
| 1940       | ф | Сражающийся 69-й                                | The Fighting 69th                        | врач, делающий прививки (в титрах не указан)                         |
| 1940       | ф | Четыре сына                                     | Four Sons                                | американский редактор (в титрах не указан)                           |
| 1940       | ф | Джекпот                                         | Jack Pot                                 | мэр Стивен Эндрюс (в титрах не указан)                               |
| 1940       | ф | Малышка Нелли Келли                             | Little Nellie Kelly                      | комиссар полиции О’Брайен (в титрах не указан)                       |
| 1940       | ф | Организатор досрочных освобождений              | Parole Fixer                             | начальник тюрьмы (в титрах не указан)                                |
| 1940       | ф | Светская дебютанта №1                           | Public Deb No. 1                         | директор (в титрах не указан)                                        |
| 1940       | ф | Дорога на Санта-Фе                              | Santa Fe Trail                           | офицер на вашингтонском приёме (в титрах не указан)                  |
| 1940       | ф | На Юг в Карангу                                 | South to Karanga                         | Риджли (в титрах не указан)                                          |
| 1941       | ф | Личный секретарь Энди Гарди                     | Andy Hardy's Private Secretary           | Питер Дуган                                                          |
| 1941       | ф | Дело чёрного попугая                            | The Case of the Black Parrot             | Грэйди                                                               |
| 1941       | ф | Врачи не говорят                                | Doctors Don't Tell                       | судья Хоскинс                                                        |
| 1941       | ф | Слепой полёт                                    | Flying Blind                             | Наннэлли                                                             |
| 1941       | ф | А вот и счастье                                 | Here Comes Happiness                     | Том Бёрк                                                             |
| 1941       | ф | Любовное безумие                                | Love Crazy                               | судья                                                                |
| 1941       | ф | Невада-Сити                                     | Nevada City                              | Марк Бентон                                                          |
| 1941       | ф | Девяти жизней не хватит                         | Nine Lives Are Not Enough                | Йейтс                                                                |
| 1941       | ф | Скаттергуд Бейнс                                | Scattergood Baines                       | Кит                                                                  |
| 1941       | ф | Техас                                           | Texas                                    | владелец ранчо Дасти Кинг                                            |
| 1941       | ф | Три девушки в городе                            | Three Girls About Town                   | рабочий лидер                                                        |
| 1941       | ф | Вашингтонская мелодрама                         | Washington Melodrama                     | Фил Сэмпсон                                                          |
| 1941       | ф | Мужская сила                                    | Manpower                                 | Суини                                                                |
| 1941       | ф | Переулок                                        | Back Street                              | почтальон (в титрах не указан)                                       |
| 1941       | ф | Цветы в пыли                                    | Blossoms in the Dust                     | председатель совета (в титрах не указан)                             |
| 1941       | ф | А вот и мистер Джордан                          | Here Comes Mr. Jordan                    | доктор (в титрах не указан)                                          |
| 1941       | ф | Жизнь начинается для Энди Харди                 | Life Begins for Andy Hardy               | Питер Дуган (в титрах не указан)                                     |
| 1941       | ф | Человек, которого предали                       | A Man Betrayed                           | Боб, редактор газеты «Глоуб» (в титрах не указан)                    |
| 1941       | ф | Они умерли на своих постах                      | They Died with Their Boots On            | президент Улисс С. Грант (в титрах не указан)                        |
| 1941       | ф | Знамя ещё реет                                  | Know for Sure                            | (в титрах не указан)                                                 |
| 1942       | ф | Сомкнутые губы                                  | Sealed Lips                              | шеф Чарльз Р. Дуган                                                  |
| 1942       | ф | Курсанты на параде                              | Cadets on Parade                         | Джефф Шеннон                                                         |
| 1942       | ф | Ухаживание Энди Харди                           | The Courtship of Andy Hardy              | Питер Дуган                                                          |
| 1942       | ф | Охотники за бандами                             | Gang Busters                             | шеф полиции Мартин О’Брайен                                          |
| 1942       | ф | Проблема с девушкой                             | Girl Trouble                             | Кон                                                                  |
| 1942       | ф | Привет, Аннаполис                               | Hello, Annapolis                         | Эванс Арден                                                          |
| 1942       | ф | Мошенничество и Ко                              | Larceny, Inc.                            | начальник тюрьмы                                                     |
| 1942       | ф | Люди из Техаса                                  | Men of Texas                             | Лютер Гриттенден                                                     |
| 1942       | ф | Убийство в большом доме                         | Murder in the Big House                  | Джим Эйнсли                                                          |
| 1942       | ф | К берегам Триполи                               | To the Shores of Tripoli                 | дядя Боб (сцены удалены)                                             |
| 1942       | ф | Обращайся с ними жёстко                         | Treat 'Em Rough                          | Родерик Уезерби                                                      |
| 1942       | ф | Глаза криминального мира                        | Eyes of the Underworld                   | Кирби, ассистент шефа полиции                                        |
| 1942       | ф | Младшая армия                                   | Junior Army                              | мистер Джеффри Фергюсон                                              |
| 1942       | ф | Любезная молодая леди                           | Obliging Young Lady                      | ответственный редактор (в титрах не указан)                          |
| 1942       | ф | Дикий Билл Хикокс в седле                       | Wild Bill Hickok Rides                   | Рэй Трент, комиссар по вопросам землеустройства (в титрах не указан) |
| 1942       | ф | Веселые сёстры                                  | The Gay Sisters                          | редактор городских новостей (в титрах не указан)                     |
| 1942       | ф | Джентльмен Джим                                 | Gentleman Jim                            | Даффи, рефери (в титрах не указан)                                   |
| 1942       | ф | Секретный код                                   | The Secret Code                          | шеф полиции Генри Бёрнс (в титрах не указан)                         |
| 1942       | ф | Предан армии                                    | True to the Army                         | шеф полиции (в титрах не указан)                                     |
| 1942       | ф | Свист на Юге                                    | Whistling in Dixie                       | заместитель комиссара полиции (в титрах не указан)                   |
| 1942       | ф | Навсегда не убежать                             | You Can't Escape Forever                 | начальник тюрьмы (в титрах не указан)                                |
| 1943       | ф | Приключения воздушных курсантов                 | Adventures of the Flying Cadets          | полковник Джордж Болтон                                              |
| 1943       | ф | Город без мужчин                                | City Without Men                         | отец Бёрнс                                                           |
| 1943       | ф | Ложные лица                                     | False Faces                              | капитан полиции Алан О’Брайен                                        |
| 1943       | ф | Тайные трансляции                               | Mystery Broadcast                        | шеф Дэниелс                                                          |
| 1943       | ф | У неё есть всё, что нужно                       | She Has What It Takes                    | Джордж Кларк                                                         |
| 1943       | ф | Удивительная миссис Холлидэй                    | The Amazing Mrs. Holliday                | руководитель судостроительной компании (в титрах не указан)          |
| 1943       | ф | Сумасшедший дом                                 | Crazy House                              | Моги (в титрах не указан)                                            |
| 1943       | ф | Плоть и фантазия                                | Flesh and Fantasy                        | детектив (в титрах не указан)                                        |
| 1943       | ф | Бей по льду                                     | Hit the Ice                              | кондуктор в поезде (в титрах не указан)                              |
| 1943       | ф | Домик для новобрачных                           | Honeymoon Lodge                          | судья (в титрах не указан)                                           |
| 1943       | ф | Железный майор                                  | The Iron Major                           | судья (в титрах не указан)                                           |
| 1943       | ф | Новичок                                         | Johnny Come Lately                       | судья Флинн (в титрах не указан)                                     |
| 1943       | ф | Продолжайте их бить                             | Keep 'Em Slugging                        | детектив сержант (в титрах не указан)                                |
| 1943       | ф | Миссия в Москву                                 | Mission to Moscow                        | репортёр (в титрах не указан)                                        |
| 1943       | ф | Мистер Счастливчик                              | Mr. Lucky                                | детектив (в титрах не указан)                                        |
| 1943       | ф | К народу Соединенных Штатов                     | To the People of the United States       | врач в больнице (в титрах не указан)                                 |
| 1943       | ф | Песня пустыни                                   | The Desert Song                          | американский журналист (в титрах не указан)                          |
| 1943       | ф | Горожанка                                       | The Woman of the Town                    | редактор нью-йоркской газеты (в титрах не указан)                    |
| 1944       | ф | Руки через границу                              | Hands Across the Border                  | Бет-э-Хандред Адамс                                                  |
| 1944       | ф | Леди-призрак                                    | Phantom Lady                             | детектив                                                             |
| 1944       | ф | Черная магия                                    | Black Magic                              | сержант полиции Мэтьюз                                               |
| 1944       | ф | Великая загадка Аляски                          | The Great Alaskan Mystery                | Билл Хадсон                                                          |
| 1944       | ф | Пропавший присяжный                             | The Missing Juror                        | Уиллард Эррл, или Фпльстафф                                          |
| 1944       | ф | Путь Военно-морского флота                      | The Navy Way                             | капеллан Бенсон                                                      |
| 1944       | ф | Когда свет снова загорится                      | When the Lights Go on Again              | Боб, инженер поезда                                                  |
| 1944       | ф | Приключения Марка Твена                         | The Adventures of Mark Twain             | капитан речного кораблика / Улисс Грант (в титрах не указан)         |
| 1944       | ф | Американский роман                              | An American Romance                      | судья (в титрах не указан)                                           |
| 1944       | ф | Рождественские каникулы                         | Christmas Holiday                        | Стив (в титрах не указан)                                            |
| 1944       | ф | Выбор игрока                                    | Gambler's Choice                         | Тоби (в титрах не указан)                                            |
| 1944       | ф | Роджер Туи, гангстер                            | Roger Touhy, Gangster                    | начальник тюрьмы (в титрах не указан)                                |
| 1944       | ф | Одной таинственной ночью                        | One Mysterious Night                     | Джамбо Мэдиган (в титрах не указан)                                  |
| 1944       | ф | Сияй, урожайная луна                            | Shine on Harvest Moon                    | Гарри Миллер, менеджер в театре (в титрах не указан)                 |
| 1945       | ф | Капитан тягача «Энни»                           | Captain Tugboat Annie                    | Алек Северн                                                          |
| 1945       | ф | Парень из Чикаго                                | The Chicago Kid                          | шеф Роджерс                                                          |
| 1945       | ф | Дик Трейси                                      | Dick Tracy                               | шеф Брэндон                                                          |
| 1945       | ф | Боже мой                                        | Man Alive                                | доктор Джеймс П. Уитни                                               |
| 1945       | ф | Королевская конная полиция снова в седле        | The Royal Mounted Rides Again            | сержант Нельсон                                                      |
| 1945       | ф | Тонкий человек едет домой                       | The Thin Man Goes Home                   | Клэнси, полицейский на железнодорожной станции (в титрах не указан)  |
| 1945       | ф | Приключения                                     | Adventure                                | Эд, морской офицер (в титрах не указан)                              |
| 1945       | ф | Миллионы Брюстера                               | Brewster's Millions                      | нотариус (в титрах не указан)                                        |
| 1945       | ф | Я люблю тайны                                   | I Love a Mystery                         | капитан полиции Куинн (в титрах не указан)                           |
| 1945       | ф | Леди в поезде                                   | Lady on a Train                          | пассажир поезда (в титрах не указан)                                 |
| 1945       | ф | Молодой человек в суде                          | Youth on Trial                           | комиссар Райан (в титрах не указан)                                  |
| 1945       | ф | Безумства Зигфилда                              | Ziegfeld Follies                         | первый судья (в титрах не указан)                                    |
| 1946       | ф | Под маской                                      | Behind the Mask                          | инспектор полиции Кордонна                                           |
| 1946       | ф | Опасные деньги                                  | Dangerous Money                          | капитан Блэк                                                         |
| 1946       | ф | Крайний срок — на рассвете                      | Deadline at Dawn                         | лейтенант Кейн                                                       |
| 1946       | ф | Дик Трейси против «биллиардного шара»           | Dick Tracy vs. Cueball                   | шеф Брэндон                                                          |
| 1946       | ф | Приключение Сокола                              | The Falcon's Adventure                   | инспектор Кэвэна                                                     |
| 1946       | ф | Парень может меняться                           | A Guy Could Change                       | Маккарти                                                             |
| 1946       | ф | Таинственный мистер М                           | The Mysterious Mr. M                     | шеф полиции Дэн Блэр                                                 |
| 1946       | ф | Ночной поезд в Мемфис                           | Night Train to Memphis                   | Джон Стивенсон                                                       |
| 1946       | ф | Управление стратегических служб                 | O.S.S.                                   | генерал Донован                                                      |
| 1946       | ф | Призрачный вор                                  | The Phantom Thief                        | «Джамбо» Мэдиган, ростовщик                                          |
| 1946       | ф | Тень возвращается                               | The Shadow Returns                       | инспектор полиции Кардона                                            |
| 1946       | ф | Странное путешествие                            | Strange Journey                          | Томпсон                                                              |
| 1946       | ф | Девушка на месте                                | Girl on the Spot                         | редактор (в титрах не указан)                                        |
| 1946       | ф | Негодяй Баскомб                                 | Bad Bascomb                              | губернатор Эймс (в титрах не указан)                                 |
| 1946       | ф | Глубокий сон                                    | The Big Sleep                            | судебно-медицинский эксперт (в титрах не указан)                     |
| 1946       | ф | Грубый человек                                  | The Brute Man                            | комиссар полиции Солсбери (в титрах не указан)                       |
| 1946       | ф | Золушка Джонс                                   | Cinderella Jones                         | обвинитель (в титрах не указан)                                      |
| 1946       | ф | Её тип мужчины                                  | Her Kind of Man                          | Боб Фордэм (в титрах не указан)                                      |
| 1946       | ф | Великолепная кукла                              | Magnificent Doll                         | Уильямс (в титрах не указан)                                         |
| 1946       | ф | Способ любить                                   | One Way to Love                          | главный диспетчер (в титрах не указан)                               |
| 1946       | ф | Житель равнин и леди                            | Plainsman and the Lady                   | генеральный почтмейстер (в титрах не указан)                         |
| 1946       | ф | Болотный огонь                                  | Swamp Fire                               | капитан Соренсон (в титрах не указан)                                |
| 1946       | ф | Вирджинец                                       | The Virginian                            | кондуктор в поезде (в титрах не указан)                              |
| 1946       | ф | Море травы                                      | The Sea of Grass                         | сенатор от Колорадо Грю (в титрах не указан)                         |
| 1947       | ф | Дик Трейси: Встреча с Ужасным                   | Dick Tracy Meets Gruesome                | шеф Брэндон                                                          |
| 1947       | ф | Луизиана                                        | Louisiana                                | Нильсон                                                              |
| 1947       | ф | Игра Фило Вэнса                                 | Philo Vance's Gamble                     | окружной прокурор Эллис Мейсон                                       |
| 1947       | ф | Нарушитель                                      | The Trespasser                           | доктор                                                               |
| 1947       | ф | Фоксы из Харроу                                 | The Foxes of Harrow                      | капитан речного корабля (в титрах не указан)                         |
| 1947       | ф | Убийца Маккой                                   | Killer McCoy                             | Джордж Джеймс (в титрах не указан)                                   |
| 1947       | ф | Месье Верду                                     | Monsieur Verdoux                         | брокер (в титрах не указан)                                          |
| 1947       | ф | Проблема с женщинами                            | The Trouble with Women                   | профессор Мэнсон (в титрах не указан)                                |
| 1948       | ф | Приключения в Сильверадо                        | Adventures in Silverado                  | Макхью                                                               |
| 1948       | ф | Апрельские дожди                                | April Showers                            | Уильям Барнс                                                         |
| 1948       | ф | Графиня Монте-Кристо                            | The Countess of Monte Cristo             | Джо                                                                  |
| 1948       | ф | Заколдованная долина                            | The Enchanted Valley                     | шеф Скотт                                                            |
| 1948       | ф | Убийство для троих                              | Homicide for Three                       | капитан Уэбб                                                         |
| 1948       | ф | Преследуемая                                    | Hunted                                   | капитан полиции                                                      |
| 1948       | ф | Ночь в Неваде                                   | Night Time in Nevada                     | инженер Кейси                                                        |
| 1948       | ф | Угол улицы                                      | Street Corner                            | доктор Джеймс Фентон                                                 |
| 1948       | ф | Закат в Санта-Фе                                | Sundown in Santa Fe                      | майор Ларкин                                                         |
| 1948       | ф | Тройная угроза                                  | Triple Threat                            | тренер Миллер                                                        |
| 1948       | ф | Благодаря Еве                                   | Because of Eve                           | доктор Вест                                                          |
| 1948       | ф | История Бейба Рута                              | The Babe Ruth Story                      | мистер Джексон, отец Джонни (в титрах не указан)                     |
| 1948       | ф | Секрет Блонди                                   | Blondie's Secret                         | сержант полиции (в титрах не указан)                                 |
| 1948       | ф | Галантный легион                                | The Gallant Legion                       | Джордж Трент, представитель штата (в титрах не указан)               |
| 1948       | ф | Возвращение домой                               | Homecoming                               | полковник Морган (в титрах не указан)                                |
| 1948       | ф | Неустанный                                      | Relentless                               | доктор (в титрах не указан)                                          |
| 1948       | ф | Серебряная река                                 | Silver River                             | Президент США Грант (в титрах не указан)                             |
| 1949       | ф | Предрассудок                                    | Prejudice                                | Джей. П. Бейкер                                                      |
| 1949       | ф | По прозвищу Чемпион                             | Alias the Champ                          | Тим Мёрфи                                                            |
| 1949       | ф | Приключение на Амазонке                         | Amazon Quest                             | Де Рюйтер                                                            |
| 1949       | ф | Негодяи из Тумстона                             | Bad Men of Tombstone                     | бриагадир на шахте                                                   |
| 1949       | ф | Чикагский герцог                                | Duke of Chicago                          | »Текс» Харман                                                        |
| 1949       | ф | Последний бандит                                | The Last Bandit                          | местный инженер №44                                                  |
| 1949       | ф | Красная пустыня                                 | Red Desert                               | президент Улисс Грант                                                |
| 1949       | ф | Места у ринга                                   | Ringside                                 | Оскар Брэнниган                                                      |
| 1949       | ф | Досье-649                                       | State Department: File 649               | правительственный чиновник                                           |
| 1949       | ф | Жизнь Святого Павла                             | Life of St. Paul Series                  | магистрат в Антиохии                                                 |
| 1949       | ф | Будь верен самому себе                          | Unto Thyself Be True                     |                                                                      |
| 1949       | ф | Танцующие в темноте                             | Dancing in the Dark                      | член совета (в титрах не указан)                                     |
| 1949       | ф | Малайя                                          | Malaya                                   | бизнесмен с трубкой (в титрах не указан)                             |
| 1949       | ф | Без ума от оружия                               | Gun Crazy                                | бригадир на заводе (в титрах не указан)                              |
| 1949 —1957 | с | Одинокий рейнджер                               | The Lone Ranger                          | разные роли (2 эпизода)                                              |
| 1950       | ф | Аризонской ковбой                               | The Arizona Cowboy                       | полковник Джефферсон                                                 |
| 1950       | ф | Саутсайд 1-1000                                 | Southside 1-1000                         | Бёрнс, тюремный надзиратель                                          |
| 1950       | ф | Кадриль Кэти                                    | Square Dance Katy                        | судья                                                                |
| 1950       | ф | Тем жёстче они становятся                       | The Tougher They Come                    | Томпсон                                                              |
| 1950       | ф | Тройные проблемы                                | Triple Trouble                           | начальник тюрьмы Бёрнсайд                                            |
| 1950       | ф | Летящая ракета                                  | The Flying Missile                       | вице-адмирал (в титрах не указан)                                    |
| 1950       | ф | Девушка с «Фуллер Браш»                         | The Fuller Brush Girl                    | капитан полицейского катера (в титрах не указан)                     |
| 1950       | ф | Убить судью                                     | Kill the Umpire                          | менеджер Том Дуган (в титрах не указан)                              |
| 1950       | ф | Следите за птичкой                              | Watch the Birdie                         | капитан полиции (в титрах не указан)                                 |
| 1951       | ф | Гордость Мэриленда                              | The Pride of Maryland                    | мистер Херндон                                                       |
| 1951       | ф | Семейный секрет                                 | The Family Secret                        | судебный пристав (в титрах не указан)                                |
| 1951       | ф | Препятствие                                     | Roadblock                                | Томпсон (в титрах не указан)                                         |
| 1952       | ф | Криминальная полоса в прессе США                | Deadline - U.S.A.                        | редактор городских новостей (в титрах не указан)                     |
| 1952       | ф | Волна тропической жары                          | Tropical Heat Wave                       | лейтенант Фаррелл (в титрах не указан)                               |
| 1952       | с | Отряд                                           | Racket Squad                             | Абен Данкан (1 эпизод)                                               |
| 1952       | с | Шоу Рэда Скелтона                               | The Red Skelton Show                     | человек со значком «Гарри» (1 эпизод)                                |
| 1952       | с | Небесный король                                 | Sky King                                 | Костер (1 эпизод)                                                    |
| 1952       | с | Телевизионный театр «Форда»                     | The Ford Television Theatre              | капитан (1 эпизод)                                                   |
| 1952 —1953 | с | Театр «Шеврон»                                  | Chevron Theatre                          | разные роли (3 эпизода)                                              |
| 1953       | ф | Безумные ноги                                   | Crazylegs                                | Хэнки Хэтч                                                           |
| 1953       | с | Театр четырёх звёзд                             | Four Star Playhouse                      | мистер Крамер (1 эпизод)                                             |
| 1953       | с | Закон - это я                                   | I'm the Law                              | Джонсон (1 эпизод)                                                   |
| 1953       | с | Письмо к Лоретте                                | Letter to Loretta                        | Галлахер (1 эпизод)                                                  |
| 1953       | с | Кавалькада Америки                              | Cavalcade of America                     | (1 эпизод)                                                           |
| 1953       | ф | Сан-Антон                                       | San Antone                               | генерал Грант (в титрах не указан)                                   |
| 1954       | ф | Облава на шоссе                                 | Highway Dragnet                          | пожилой офицер на границе                                            |
| 1954       | с | Шоу Джорджа Бернса и Грейси Аллен               | The George Burns and Gracie Allen Show   | шеф Роджерс (1 эпизод)                                               |
| 1954       | с | Я женился на Джоан                              | I Married Joan                           | тренер (1 эпизод)                                                    |
| 1954       | с | Освободите место для папочки                    | I Make Room for Daddy                    | (1 эпизод)                                                           |
| 1954       | с | Звёздный дождь                                  | I Shower of Stars                        | (1 эпизод)                                                           |
| 1954       | с | Одинокий волк                                   | I The Lone Wolf                          | кондуктор (1 эпизод)                                                 |
| 1954— 1955 | с | Видеотеатр «Люкс»                               | Lux Video Theatre                        | разные роли (3 эпизода)                                              |
| 1955       | ф | Подмигивание бога                               | The Twinkle in God's Eye                 | доктор (в титрах не указан)                                          |
| 1955       | с | Я люблю Люси                                    | I Love Lucy                              | детектив (1 эпизод)                                                  |
| 1955       | с | Театр звезд «Шлитца»                            | Schlitz Playhouse of Stars               | Гарри Уиздом (1 эпизод)                                              |
| 1955       | с | Сцена 7                                         | Stage 7                                  | разные роли (2 эпизода)                                              |
| 1955       | с | Перекрёстки                                     | Crossroads                               | разные роли (2 эпизода)                                              |
| 1955       | с | Эти девушки Уайтинг                             | Those Whiting Girls                      | мистер Кендалл (1 эпизод)                                            |
| 1955       | с | Свистун                                         | The Whistler                             | Олсон (1 эпизод)                                                     |
| 1957— 1963 | с | Перри Мейсон                                    | Perry Mason                              | разные роли (5 эпизодов, в титрах не указан)                         |
| 1958       | с | Театр Джейн Уаймен                              | Jane Wyman Presents The Fireside Theatre | генерал Улисс С. Грант(1 эпизод)                                     |
| 1958       | с | Предоставьте это Биверу                         | Leave It to Beaver                       | кондуктор поезда (1 эпизод)                                          |
| 1958       | с | 26 мужчин                                       | 26 Men                                   | разные роли (2 эпизода)                                              |
| 1959       | с | Территория Тумстон                              | Tombstone Territory                      | Гарри Данбар (1 эпизод)                                              |
| 1959       | с | Выслеживание                                    | Trackdown                                | судья (1 эпизод)                                                     |
| 1959       | с | Сажать в тюрьму                                 | Lock Up                                  | Дин Трэпнелл (1 эпизод)                                              |
| 1959—1961  | с | Неприкасаемые                                   | The Untouchables                         | разные роли (11 эпизодов, в титрах не указан)                        |
| 1960       | с | Джонни Стаккато                                 | Johnny Staccato                          | человек в полицейском участке (1 эпизод, в титрах не указан)         |
| 1961       | ф | Нюрнбергский процесс                            | Judgment at Nuremberg                    | зритель в зале суда (в титрах не указан)                             |
| 1961       | с | Бэт Мастерсон                                   | Bat Masterson                            | Томас Болланд (1 эпизод)                                             |
| 1961— 1963 | с | Шоу Энди Гриффита                               | The Andy Griffith Show                   | разные роли (11 эпизод)ов                                            |
| 1961       | с | Альфред Хичкок представляет                     | Alfred Hitchcock Presents                | присяжный (1 эпизод, в титрах не указан)                             |
| 1963       | с | Три моих сына                                   | My Three Sons                            | посетитель шоу свиней (1 эпизод, в титрах не указан)                 |
| 1964       | ф | Семь дней в мае                                 | Seven Days in May                        | (в титрах не указан)                                                 |
| 1965       | ф | Наёмный убийца                                  | The Bounty Killer                        | прихожанин (в титрах не указан)                                      |
| 1965       | ф | Большие гонки                                   | The Great Race                           | наблюдатель на старте (в титрах не указан)                           |
| 1965       | ф | Реквием по стрелку                              | Requiem for a Gunfighter                 | зритель на процессе (в титрах не указан)                             |